# Jadwiga Markowska

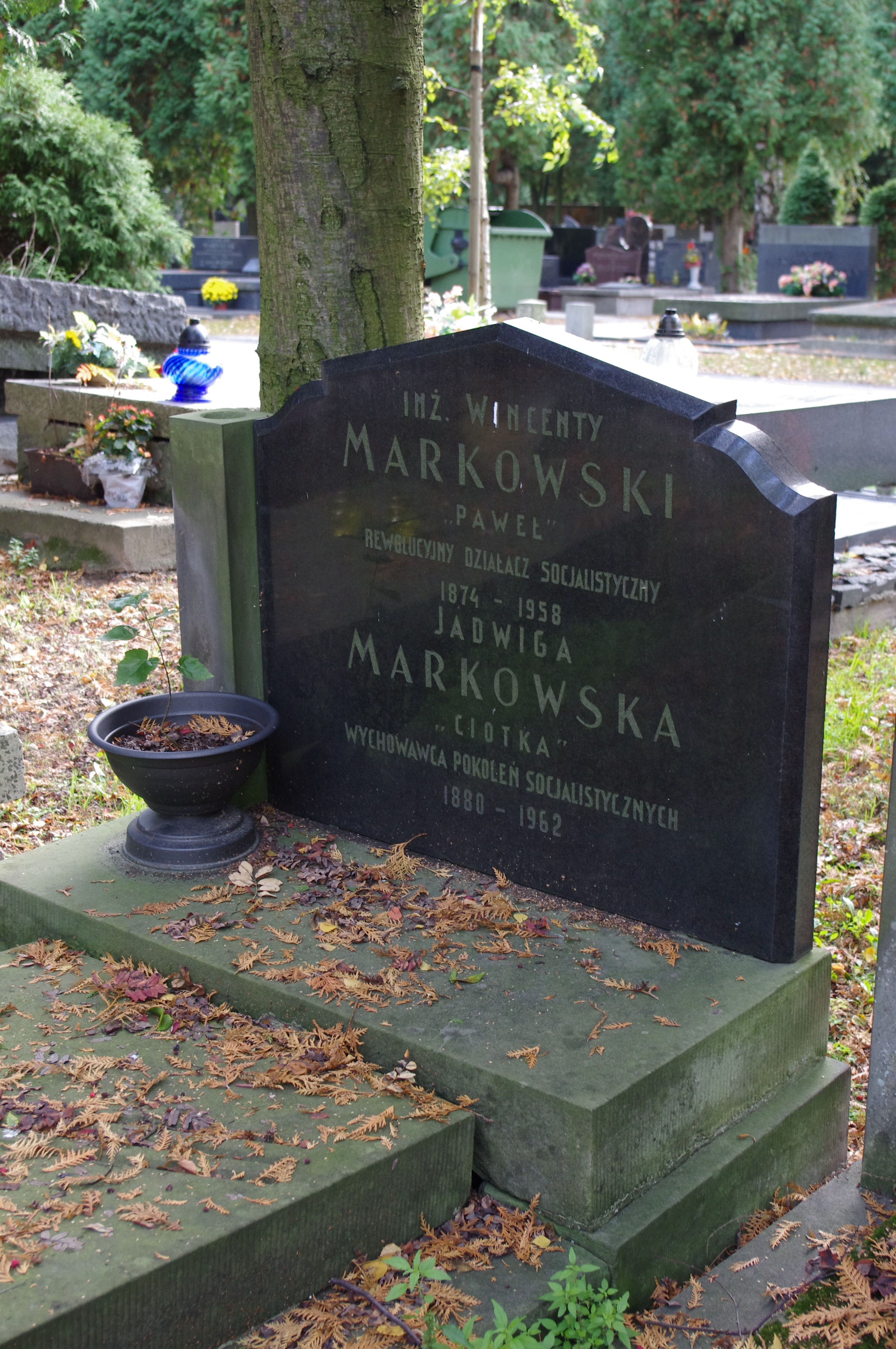
Grób działaczy socjalistycznych Jadwigi i Wincentego Markowskich na Cmentarzu Wojskowym na Powązkach w Warszawie

Jadwiga Markowska (ur. 26 września?/8 października 1880 w Mohylewie, zm. 21 października 1962 w Warszawie) – polska działaczka socjalistyczna, członkini PPS, posłanka na Sejm od 1928 do 1929.

## Życiorys
Córka Aleksandra Żukowskiego, lekarza i Izabeli z domu Szaniawska. W 1897 ukończyła gimnazjum w Mohylewie, zaś w 1899 kursy handlowe Izabeli Smolikowskiej w Warszawie. Od 1899 do 1903 pracowała jako buchalterka w fabryce zegarów W. Bobczyńskiego w Warszawie. Była również studentką tajnego Uniwersytetu Latającego.
Od 1902 była członkinią PPS, kolportowała prasę socjalistycznej i wykładała w kółkach robotniczych. Od 1904 do 1905 była członkiem Okręgowego Komitetu Robotniczego PPS Zagłębia Dąbrowskiego, a następnie Łódzkiego Komitetu Robotniczego. Zagrożona aresztowaniem wiosną 1905 wyjechała do Wilna, następnie do Belgii. Od 1906 do 1910 studiowała filologię na Université Nouvelle w Brukseli.
Od 1906 po rozłamie w PPS należała do PPS Lewica. Po studiach w Brukseli była nauczycielką języka francuskiego w Gimnazjum Wojciecha Górskiego w Warszawie i na pensjach prywatnych. Od 1912 zamieszkała w Krakowie, gdzie pracując jako nauczycielka, wstąpiła do Polskiej Partii Socjalno-Demokratycznej Galicji i Śląska Cieszyńskiego. W 1912 wyszła za mąż za Norberta Barlickiego.
W okresie międzywojennym była członkiem PPS. Od 1921 do 1937 była członkiem Rady Naczelnej PPS i Wydziału Kobiecego. Od 1929 do 1936 była członkiem OKR PPS we Lwowie. Pracowała jako nauczycielka w Borysławiu. Ponownie wyszła za mąż za Wincentego Markowskiego.
W wyborach parlamentarnych w 1928 została wybrana do Sejmu II kadencji z listy państwowej nr 2 (PPS). Z ramienia Związku Parlamentarnego Polskich Socjalistów zasiadała w komisji oświatowej. W wyniku orzeczenia Sądu Najwyższego o ponownym rozdziale mandatów z list państwowych, jej mandat poselski został unieważniony i wygasł 30 października 1929. Ponownie kandydowała w wyborach parlamentarnych w 1930 roku z listy państwowej Centrolewu, lecz nie uzyskała mandatu.
Od 1926 do 1937 była członkiem Zarządu Głównego TUR, oraz instruktorką Organizacji Młodzieżowej Towarzystwa Uniwersytetu Robotniczego (OM TUR). W 1928 uczestniczka Kongresu Socjalistycznej Międzynarodówki Robotniczej w Brukseli. W 1936 była współorganizatorką Ligi Obrony Praw Człowieka i Obywatela oraz Zjazdu Pracowników Kultury we Lwowie. W 1937 wraz z innymi działaczami OKR PPS we Lwowie zawieszona w prawach członka PPS partii z powodu sympatii prokomunistycznych.
W czasie II wojny światowej do 1942 przebywała we Lwowie, zaś od 1942 mieszkała w Warszawie. Pełniła funkcję wiceprzewodniczącej Komisji Organizacyjnej Rady Programowej organizacji Polscy Socjaliści. Była również działaczką Rady Pomocy Żydom („Żegota”). Współpracowała z Socjalistyczną Organizacją Bojową.
Od zimy 1944 przebywała w Kielcach, następnie w Krakowie, zaś od 1946 w Łodzi. Do 1948 była członkiem Okręgowego Zarządu TUR w Łodzi. Od 1948 do 1950 była wykładowcą w Szkole Pracy Społecznej w Łodzi, od 1950 ponownie w Warszawie. Pracowała jako tłumaczka w wydawnictwie „Książka i Wiedza”, w 1956 przeszła na emeryturę. Była członkiem PZPR. Odznaczona po 1945 Orderem Sztandaru Pracy I klasy.